# Karl Holluba
Karl Holluba (* 27. August 1944 in Falkenau-Kittlitz, Kreis Böhmisch-Leipa) ist ein ehemaliger deutscher Parteifunktionär (Die Linke). Er war von 2006 bis 2010 Bundesschatzmeister der Linken.

## Leben
Im Jahr 1962 erwarb Holluba das Abitur und begann danach eine kaufmännische Lehre. Von 1963 bis 1968 absolvierte er ein Studium der Finanzökonomie an der Hochschule für Ökonomie in Berlin-Karlshorst (HfÖ) und wurde Diplomwirtschaftler. Er wurde 1967 Mitglied der SED und war von 1968 bis 1971 Wissenschaftlicher Assistent an der HfÖ. Im November 1971 promovierte er zum Dr. oec. Von November 1971 bis Juni 1986 war er im Zentralrat der FDJ, ab 1980 Abteilungsleiter Finanzen. Er besuchte von Juli 1986 bis Juni 1987 die Parteihochschule Karl Marx und war von Juli 1987 bis Ende 1989 Mitarbeiter im ZK der SED in der Abteilung Finanzverwaltung und Parteibetriebe. Er war seit 1990 im Finanzbereich des Parteivorstandes der PDS und ab 1991 Bereichsleiter Finanzen.
Im April 2006 wurde er zum Bundesschatzmeister der Linkspartei.PDS gewählt und hatte dieses Amt bis zum 15. Juni 2007 inne. Nach der Verschmelzung von PDS und WASG wurde er zum Schatzmeister der Linken gewählt und blieb es bis 2010.
Er ist seit 1967 verheiratet, hat mit seiner Frau zwei Töchter und fünf Enkelkinder.